# Urceola napeensis
Urceola napeensis är en oleanderväxtart som först beskrevs av Quintaret, och fick sitt nu gällande namn av D. J. Middleton. Urceola napeensis ingår i släktet Urceola och familjen oleanderväxter. Inga underarter finns listade i Catalogue of Life.